# US 크레모네세
우니오네 스포르티바 크레모네세(이탈리아어: Unione Sportiva Cremonese S.p.A.)는 1903년에 창단된 이탈리아 롬바르디아주 크레모나에 위치한 스타디오 조반니 치니 경기장을 근거로 하는 이탈리아의 축구 클럽으로 현재 세리에 A에 소속되어 있다.

## 선수 명단

### 현재 선수 명단
2023년 1월 31일 기준
참고: FIFA 자격 규정에 따라 소속된 국가대표팀 국기를 표시합니다. 선수는 복수의 FIFA 비회원국 국적을 가지고 있을 수 있습니다.
| 번호 | 포지션 | 국적 | 이름                                  |
| ---- | ------ | ---- | ------------------------------------- |
| 3    | DF     |      | 에마누엘레 발레리                     |
| 4    | DF     |      | 에마누엘 아이우                       |
| 5    | MF     |      | 호안 바스케스 (제노아에서 임대)       |
| 6    | MF     |      | 샤를 피켈                             |
| 9    | FW     |      | 다니엘 치오파니 (주장)                |
| 10   | FW     |      | 크리스티안 부오나이우토               |
| 12   | GK     |      | 마르코 카르네세키 (아탈란타에서 임대) |
| 13   | GK     |      | 잔루카 사로                           |
| 15   | DF     |      | 마테오 비안케티                       |
| 17   | MF     |      | 레오나르도 세르니콜라                 |
| 18   | DF     |      | 파올로 길리오네                       |
| 19   | MF     |      | 미켈레 카스타녜티                     |
| 20   | FW     | 가나 | 펠릭스 아페나잔                       |

| 번호 | 포지션 | 국적       | 이름                                |
| ---- | ------ | ---------- | ----------------------------------- |
| 21   | DF     |            | 블라드 키리케슈 (부주장)            |
| 22   | GK     |            | 도리안 치에즈코프스키               |
| 23   | MF     |            | 크리스티안 아첼라                   |
| 24   | DF     |            | 알렉스 페라리 (삼프도리아에서 임대) |
| 26   | MF     |            | 마르코 베나시 (피오렌티나에서 임대) |
| 27   | MF     |            | 파블로 갈다메스 (제노아에서 임대)   |
| 28   | MF     |            | 수알리오 메이테 (벤피카에서 임대)   |
| 33   | DF     |            | 자코모 콸리아타                     |
| 44   | DF     | 조지아     | 루카 로호슈빌리                     |
| 45   | GK     | 세네갈     | 무하마두 사르                       |
| 74   | FW     |            | 프랑크 차주트                       |
| 77   | FW     | 나이지리아 | 데이비드 오케레케                   |
| 90   | FW     | 나이지리아 | 시릴 데서스                         |

## 역대 감독
| 감독                | 임기        |
| ------------------- | ----------- |
| 타르치시오 부르니치 | 1989 ~ 1991 |

## 클럽의 색깔
클럽의 색깔은 붉은색과 회색이다.

## 우승 경력
- 세리에 C: 3

1935/36 (지로네 B), 1941/42 (지로네 B), 1976/77 (지로네 A)
- 세리에 C1: 1

2004/05 (지로네 A)
- 세리에 D: 1

1967/68 (지로네 B)
- IV 세리에: 1

1953/54 (지로네 C)
- 코파 안글로-이탈리아나

1992–93
- 프리마베라 TIM 컵: 1

1986/87